# Madison Square Park Tower
Madison Square Park Tower (antes conocido por su dirección 45 East 22nd Street) es un rascacielos de 237 metros y 63 plantas de altura coronado ubicado en Madison Square, Manhattan, Nueva York (Estados Unidos). El edificio es obra del arquitecto Kohn Pedersen Fox y ha sido promovido por la Continuum Company de Ian Bruce Eichner. Es el edificio más alto entre el Midtown y el Financial District de Manhattan. El edificio contará con 83 apartamentos residenciales.

## Construcción
De abril hasta julio de 2014 se demolieron varios edificios para hacer sitio a la nueva torre. La construcción concluirá previsiblemente en 2016.
El 3 de junio de 2016 la torre alcanzó su altura máxima de 237 metros con una ceremonia.

## Diseño
45 East 22nd Street ha sido diseñado por los estudios de arquitectura Kohn Pedersen Fox y Goldstein, Hill & West Architects. Martin Brudnizki Design Studio es el encargado del diseño de interiores. La base está realizada en granito con tal de parecerse a otros edificios del Flatiron District. Encima de dicha base irá una torre en voladizo que se irá ensanchando a medida que suba «imitando una copa de champán». DeSimone Consulting Engineers es el ingeniero estructural del proyecto. El sistema estructural del edificio se compone de losas y columnas de hormigón con vaciado y encofrado in situ con muros reforzados capaces de resistir cargas laterales. Las ventanas de cristal van del suelo al techo y tendrán vistas al Empire State Building, Edificio Chrysler, la torre del reloj del Met Life Tower, One World Trade Center, los ríos Hudson y Este, Madison Square y Gramercy Park.

### Instalaciones
El edificio contará con un total de cinco plantas dedicadas a grandes instalaciones deportivas como una pista de baloncesto, un simulador de golf (golf studio), salas para entrenamiento privado y, por último, un gimnasio. Asimismo, habrá sala de juegos para niños, biblioteca y un club con salón privado en la planta 54. En el exterior habrá zonas ajardinadas.